# Zafarxon Ochilov
Zafarxon Ochilov (ur. 21 lutego 1976) – uzbecki zapaśnik walczący w stylu klasycznym. Zajął 25 miejsce w mistrzostwach świata w 1999. Piąty na igrzyskach azjatyckich w 1998. Srebrny medal na mistrzostwach Azji w 1999. Czwarty w Pucharze Świata w 1997. Brązowy medal mistrzostw świata juniorów w 1991.